# Исмайлов, Тофик Гусейн оглы
Тофик Гусейн  оглы Исмайлов (6 апреля 1939, Баку — 25 марта 2016, Баку) — азербайджанский кинорежиссёр, драматург, писатель, член Союза писателей Азербайджана с 1993 года, Заслуженный артист Азербайджанской ССР (1987), профессор (1992), народный артист Азербайджанской Республики (2008), доктор наук. Персональный пенсионер Президента Азербайджанской Республики (2009).

## Жизнь и деятельность
Тофик Исмайлов родился 6 апреля 1939 года в семье служащего в Баку. Окончил Бакинскую городскую среднюю школу № 190 (1958). Обучался на актерском факультете, затем на режиссерском факультете Театрального института имени М. А. Алиева. Свою карьеру актера в ТЮЗе начал еще во время учебы в средней школе (1954). Работал помощником режиссера (1960—1961), режиссером (1962—1967), помощником режиссера на студии «Азербайджанфильм», директором художественной подготовки (1967—1968) в Комитете радио и телевидения при Совете Министров Азербайджанской Республики. Учился на двухгодичных Высших курсах кинорежиссеров и сценаристов в Москве (1968—1970). Затем работал режиссером-постановщиком художественных фильмов на студии «Азербайджанфильм» (1969—1988). Некоторое время Тофик Исмайлов был художественным руководителем театра-студии киноактера, действующей при киностудии «Азербайджанфильм». С 1971 года работал преподавателем на режиссерском факультете Азербайджанского государственного художественного института имени М. А. Алиева, был заведующим кафедрой (1988—1994). В 1994—2006 годах по приглашению работал профессором в Университете изящных искусств Мемара Синана в Турции. Он был советником по вопросам культуры в муниципалитете Большого города Стамбула. С 2007 года преподает в Азербайджанском государственном университете культуры и искусств.
Работал над кандидатской диссертацией на тему «Типичный персонаж современного азербайджанского кино». В последние годы сняты художественно-документальные фильмы из серии «Портрет нашего мастерства» о Тофике Гулиеве, Амине Дильбази, Гульхар Гасановой, Хайяме Мирзазаде (1992—2011). Он публиковал пьесы и рассказы для детей. Его произведения издавались на языках зарубежных стран. Имеет около 100 научных и публицистических статей. Его первый рассказ «Белый платок» был опубликован в 1962 году в журнале «Гойерчин».
Тофик Исмайлов скончался 25 марта 2016 года в Баку после продолжительной болезни. Его могила находится на Ясамальском кладбище.

## Произведения
Соседи. Баку: Молодёжь, 1978,
Мечта радости. Баку: Гянджлик, 1979, 38 с.
Картинный театр. Баку: Гянджлик, 1978, 16 с.
Фото фильм. Баку: Гянджлик, 1983, 16 с.
Зубная боль. Баку: Гянджлик, 1986, 92 с.
История кино Турецкой Республики (в 3-х томах).
Киноискусство тюркского мира. 2009 год
Кот в кино (рассказ и пьеса), 2011 г.

## Фильмография
1. Камни нашего города 1968 г. (Режиссер)
2. Светильник матери 1970 г. (Режиссер/Сценарист/Актер)
3. Поёт Муслим Магомаев 1971 г.(Режиссер/Сценарист)
4. Проверено, доверяют с 1971 г. (Режиссер)
5. Старая черешня 1972 г. (Режиссер)
6. Зеленый свет 1972 г. (Режиссер/Сценарист)
7. Дороги 1972 г. (Режиссер)
8. Парни нашей улицы 1973 г. (Режиссер)
9. По следам Чарвадаров 1974 г. (Режиссер)
10. Подарок 1974 г. (Режиссер/Сценарист)
11. Новый метод 1974 г. (Режиссер)
12. Иду на вулкан 1977 г. (Режиссер)
13. Грязевые вулканы Азербайджана 1979 г. (Режиссер/Сценарист)
14. Чугганская игра 1979 г. (Режиссер/Сценарист)
15. Лагич 1979 г. (Режиссер/Сценарист)
16. Я придумываю песню 1979 г. (Режиссер/Сценарист)
17. Разорванные дороги 1982 г. (Режиссер)
18. Учитель музыки 1983 г. (Режиссер/Сценарист)
19. Взаимодействие Земли и космоса 1984 г. (Сценарист)
20. Молодец 1985 г. (Режиссер)
21. Особая ситуация 1986 г. (Режиссер)
22. Листопад в пору лета 1986 г. (Режиссер)
23. Сурейя 1987 г. (Режиссер)
24. Храм воздуха 1989 г. (Актер)
25. Последнее выступление 1989 г. (Режиссер/Сценарист)
26. О себе и времени 1991 г. (Режиссер/Сценарист)
27. Прайм 1994 г. (Режиссер/Сценарист)
28. Комната в отеле 1998 г. (Актер)
29. Стамбульский рейс 2010 г. (Актер)
30. Маэстро 2011 г. (Режиссер/Сценарист)

## Источник
- Azərbaycan Milli Ensiklopediyası: Azərbaycan. Ramiz Məmmədov. Kino. Azərbaycan Milli Ensiklopediyası Elmi Mərkəzi, 2007.- səh. 814.
- «Rejissor taleyinin zirvələri» //«Pəncərə» jurnalı.- 2009, № 21. — səh. 72-79.